# 哈罗德·科特曼
哈罗德·M·科特曼（英語：Harold M. Kottman，1922年8月22日—2004年11月30日），美国NBA联盟前职业篮球运动员。